# Inés Medina
Inés Medina Sánchez (Cáceres 8 de agosto de 1950) es una artista contemporánea, pedagoga e investigadora española.

## Biografía
Nació en Cáceres en 1950. En el año 1977 inició la carrera superior de Bellas Artes en la Facultad de Bellas Artes de Leioa, en Bilbao para ser profesora de Dibujo y Pintura y se graduó en 1982, en un momento de cambios culturales y sociales muy importantes en el País Vasco. En el año 1987 se licencia en Bellas Artes y en 1989 adquiere el título de Doctora mediante tu tesis: Experimentación, análisis y definición del concepto de Energía Plástica como elemento Unificador de la composición, a través de Imágenes realizadas con ordenador. El concepto de División. Posteriormente vivió en Madrid antes de trasladarse a Nueva York en 1995. Allí desarrolló su carrera durante 15 años. En 1998 se matriculó en el Master Computer Art en el Prat Institute, School of Art and designe de New York.

## Obra
Su obra se compone de 23 series hasta el momento, que desde el año 1979 iniciada en la Facultad ha ido desarrollando a través de la investigación de diferentes enfoques de la creación de imágenes sobre soporte bidimensional con resultados visuales de tridimensionalidad pura (1978-2004) y el análisis experimental de la interiorización sobre la problemática de la desigualdad de género (2000-2019).  Desde sus inicios y mediante el desarrollo de estas series numeradas se han correspondido a los títulos de las exposiciones que las han contenido: como por ejemplo la realizada en 1990 denominada Serie 6, El Concepto de límite, con pinturas realizadas con ordenador, Museo de Bolibar. Vizcaya. O bien la realizada en 1990 Serie 6, La imagen potencial y Concepto de límite, en Bilbao Bizkaia Kutxa, Bilbao. En 1987 Serie 6, La imagen potencial y Dualidad Plástica, en Torre Luzea. Zarauz. Guipúzcoa. En 1986, Serie 5, Significados Psicoanalíticos, en la Galería Vanguardia, Bilbao. En 1995, Serie 9, Despegue o Liberación emocional femenina. Sala de Exposiciones de Rekalde, en Bilbao.      
Su obra puede encontrarse en:   
- Museo San Telmo, [9]Donostia.
- Museo ARTIUM, [10]Bilbao.
- Museo Bellas Artes, Bilbao.[3]
- Fundación BBK Bilbao.[3]
- Museo Bolivar, Puelba de Bolivas, [3] Vizcaya.
- Museo de Arte Contemporáneo Helga de Alvear,[11]Cáceres.
- Ikeder, Bilbao. [3]

#### Series presentadas en EE UU
A partir del año 1998 las series realizadas se presentaron en EE UU tales como la Serie 10a, Pertenencia, Diferencia y Pura Energía, presentada en la Mixta Gallery, en Nueva York; la Serie 10b, Puntos, en The Art Center of The Mead School, de Connecticut; la Serie 11 Analizando los límites entre dos puntos, en la Sede Naciones Unidas, en Nueva York. En 2003, la Serie 16, Arantzazu´s Forest, se mostró en Eusko-Etxea of New York, en Nueva York. El año siguiente, 2004 su exposición Sexuality and Mysticism of The Feminine, tuvo lugar en Studio 308, Chelsea, Nueva York. En 2005, la Serie 14, Las flores del mal ó vaciando el contenido de la mente, fue expuesta en EENY, Nueva York y la Serie 15 La trascendencia del Ego, Eusko Etxea of New York, fue la última muestra en la que presentó una de sus series en Nueva York. ' 
Posteriormente si ha realizado otras exposiciones en Nueva York, y ha participado en exposiciones colectivas.

#### Selección de exposiciones individuales de los últimos años
- 2021 Proceso de investigación psicoanalítica plástica sobre desigualdad y violencia de género', en la Sala Montehermoso de Vitoria.[14]
- 2013 All the time researching on Division/ Inification Concept, Embajada de España, en Washington D. C.[6]
- 2013 The Transmutation of The Mind, la expone en la sala Simón Bolivar Museoa, Bolivar, Vizcaya.[15]
- 2013 Los dos hemisferios de Inés Medina, en Igorreko Kultur Etxea, Igorre, Vizcaya.
- 2012 Inés Medina and Katherine Taylor, Skoto Gallery, New York.[16]
- 2012 La exposición The Transmutation of The Mind, Transmutación de la mente femenina: Ser Unificado. Lugaritz Kultur Etxea, Donostia en el año 2011, posteriormente lleva esta exposición con el título ampliado The Transmutation of The Mind. The Feminine Being. The Capacity of Visualization of The Totality. Astoria-New York Studio, New York. [6]
- 2010 Los dos hemisferios de Inés Medina, en el Museo Etnográfico de Artziniega, Vizcaya y en 2013 en la sala Igorreko Kultur Etxea, Igorre, Bizkaia.
- 2009 Gestación y parto de conciencia, Ilustre Colegio de Abogados de Vizcaya.
- 2009 La exposición Burnt Dolls-Muñecas Quemadas, en Igorreko Kultur Extea, en Portalea-Eibar[17] y Mixtos, en la Ciudadela de Pamplona 2009.[18][19]
- 2009 Los dos hemisferios de Inés Medina, en varias instituciones culturales del País Vasco.
- 2008 con el título Notes of Color´s Composition The Treetops Chamber Music Society, Connecticut.

## Premios y reconocimientos
- 2012 Instituto Etxepare del Gobierno Vasco para exponer en Skoto Gallery of New York.
- 2007 Subvención de Emakunde El Instituto de la Mujer del Gobierno Vasco, para la investigación de la Serie:    Burnt Dolls – Muñecas Quemadas.
- 2005 Beca-Premio por la aportación artística realizada a lo largo de la trayectoria profesional, concedida por Adolph and Esther Gottlieb Foundation, New York
- 2001 Triple premio del Jurado concedido por Mr. Peter Blum, New York University, New York.
- 1995 Beca de Investigación Plástica del Ministerio de Cultura, Madrid.
- 1987 Subvención concedida a la Asociación Cultural Estudio de las Artes Plásticas, por la Diputación de Vizcaya, para el curso, Escuela de Verano, Dibujo y Pintura en el Paisaje Vasco.
- 1983 Beca de Investigación concedida por el Gobierno Vasco.
- 1981 Subvención-Beca del Gobierno Vasco para exponer en ARTEDER.[20]
- 1979-81 Beca Universitaria de la Diputación de Vizcaya.